# Distrikt San Agustín de Cajas
Der Distrikt San Agustín de Cajas liegt in der Provinz Huancayo der Region Junín im zentralen Westen Perus. Der Distrikt wurde am 20. März 1940 gegründet. Er hat eine Fläche von 26,2 km². Beim Zensus 2017 lebten 16.483 Einwohner im Distrikt. Im Jahr 1993 betrug die Einwohnerzahl 7709, im Jahr 2007 10.267. Verwaltungssitz ist die gleichnamige 3250 m hoch gelegene Stadt San Agustín de Cajas mit 15.437 Einwohnern (Stand 2017).

## Geographische Lage
Der Distrikt San Agustín de Cajas liegt im Norden des Ballungsraums der Provinz- und Regionshauptstadt Huancayo am Westrand der peruanischen Zentralkordillere. San Agustín de Cajas liegt am östlichen Flussufer des nach Süden strömenden Río Mantaro 9,5 km nordnordwestlich vom Stadtzentrum von Huancayo. Der Distrikt hat eine Längsausdehnung in SW-NO-Richtung von 9 km sowie eine Breite von knapp 4,5 km. Im Norden grenzt der Distrikt San Agustín de Cajas an den Distrikt Hualhuas, im Nordosten und Süden an den Distrikt El Tambo sowie im Westen, auf der gegenüberliegenden Uferseite des Río Mantaro, an den Distrikt Sicaya.